# Figli di Santa Maria Immacolata

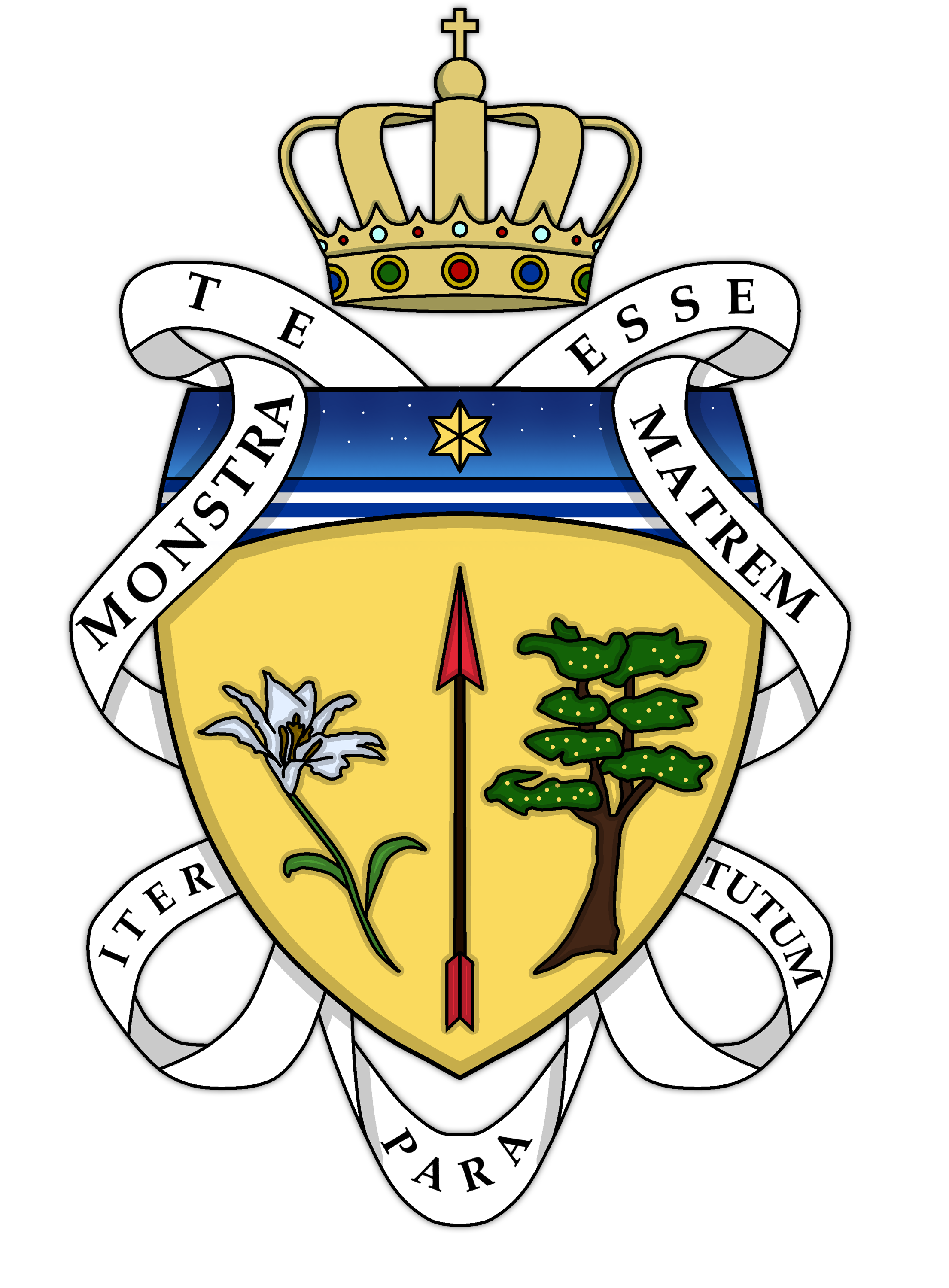
Lo stemma della congregazione: il giglio bianco, la freccia, il frassino, la corona d'oro e l'orizzonte azzurro con le parole e

I Figli di Santa Maria Immacolata (in latino Congregatio Filiorum Sanctae Mariae Immaculatae) sono un istituto religioso maschile di diritto pontificio: i membri di questa congregazione clericale pospongono al loro nome la sigla F.S.M.I.

## Storia
La congregazione trae origine da una pia unione di tre giovani devoti all'Immacolata, fondata a Genova nel 1861 dal sacerdote Giuseppe Frassinetti (1804-1868), priore di Santa Sabina: i membri della fraternità, dopo un pellegrinaggio al santuario della Madonnetta, il 14 gennaio 1866 iniziarono a condurre vita comune e accolsero nella loro casa dei giovani aspiranti al sacerdozio privi dei mezzi economici per mantenersi agli studi.
La fraternità ricevette nuovo impulso dalla direzione di Antonio Piccardo, successore di Frassinetti, e i Figli di Santa Maria Immacolata si costituirono in congregazione solo l'8 dicembre 1903.
L'istituto, di diritto pontificio dal 21 maggio 1904, ricevette l'approvazione definitiva dalla Santa Sede il 4 giugno 1910 e le sue costituzioni il 17 maggio 1931.

## Attività e diffusione
I religiosi della congregazione si dedicano all'educazione della gioventù ed alla promozione delle vocazioni religiose: sono anche attivi nell'opera missionaria.
Oltre che in Italia, sono presenti in America Latina (Argentina, Cile e Messico), in Polonia e nelle Filippine. La sede generalizia è a Roma.
Al 31 dicembre 2005, la congregazione contava 24 case e 121 membri, 87 dei quali sacerdoti.